# Charles Owens (Saxophonist, 1972)
Charles Owens (* 6. Juni 1972 in Alexandria (Virginia)) ist ein US-amerikanischer Jazz-Tenorsaxophonist.
Owens wuchs in einer Vorstadt von Washington, D.C. auf. Er besuchte die Duke Ellington School for the Arts und zog dann nach Miami, wo er seine Ausbildung an der New World School of the Arts fortsetzte. 1992 kam er nach New York und studierte im Jazzprogramm der New School. Seitdem arbeitete er in verschiedenen Bandprojekten, u. a. mit Daniel Freedman, Omer Avital (Asking No Permission, 1996), Jason Lindner (Premonition, 1998) und schrieb die Filmmusik für Fly Trap. Er lebt in Charlottesville, Virginia. Gegenwärtig (2019) leitet er ein Trio mit Alexander Claffy (Bass) und Kyle Poole (Drums).
Charles Owens ist nicht mit dem gleichnamigen, 1939 geborenen Saxophonisten Charles Owens zu verwechseln.

## Diskographische Hinweise
- Jazz Underground: Live at Smalls (Impulse, 1997) Kompilation
- Eternal Balance (Fresh Sound New Talent, 1998)
- 2013 als Charles Owens Trio feat. Matthew Hall and Brian Caputo (2013)
- A Day With Us als Charles Owens Trio (2015)
- Charles Owens Trio: 10 Years (La Reserve Records, 2021), mit Devon Harris und Andrew Randazzo
- Golden Moments (2022)
- Here It Is (2023)